# Dún Laoghaire
Dún Laoghaire (AFI: [duːn ˈɫeːrʲə]; anglicizzato in Dunleary, già Kingstown) è una città irlandese sull'oceano
ed un porto per traghetti situato circa 12 km a sud di Dublino, ed è il centro amministrativo della contea di Dún Laoghaire-Rathdown.
Dún Laoghaire è collegata a Dublino centrale dalla ferrovia suburbana DART, da un frequente servizio di autobus e ha un collegamento marittimo con Holyhead nell'Anglesey (Galles).

## Storia e Toponomastica
Dún Laoghaire era una volta parte del borough of Dún Laoghaire, e rimane l'unico centro abitato d'Irlanda con status di town ad avere una propria Vocational Education Committee. È all'interno dell'area chiamata Greater Dublin Area.
La cittadina fu chiamata ufficialmente Kingstown nel 1821 in onore di una visita di Giorgio IV, ma riacquisì il suo nome originario nel 1921 con una risoluzione del consiglio locale, un anno dopo dell'indipendenza dello Stato Libero d'Irlanda. Il nome deriva dal fondatore, Laoghaire, a Sovrano supremo d'Irlanda del V secolo, che scelse il luogo dell'attuale villaggio come sito per una base navale da dove salpare per le invasioni di Gran Bretagna e Francia. 'Dún' è una parola gaelica che significa 'forte'. Re Laoghaire è famoso, tra l'altro, per aver permesso a San Patrizio di peregrinare nell'isola d'Irlanda e diffondere il Cristianesimo.
Dún Laoghaire fu colpita da una bomba vagante tedesca durante la Seconda guerra mondiale, nonostante la neutralità irlandese, colpendo Peoples Park ai Giardini Rosmeen, ma fortunatamente lasciando intatta gran parte della cittadina.

## Luoghi principali

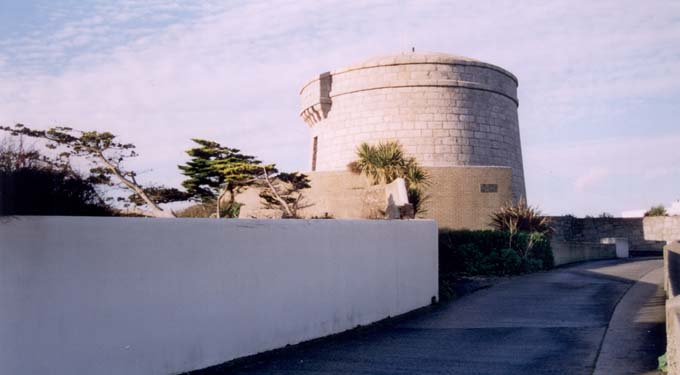
Torre di James Joyce

Il luogo di riferimento di Dún Laoghaire è senz'altro il porto, uno dei maggiori della nazione e uno dei principali per i traghetti con cargo di vetture che viaggiano per il Regno Unito: a livello architettonico, sono notevoli i due moli in granito. Il molo orientale (East Pier è particolarmente apprezzato per camminate e passeggiate, ed è anche apparso nel film del 1996 Michael Collins, in una scena dove Liam Neeson (nel ruolo di Collins) e due suoi compagni, uno dei quali Julia Roberts nei panni della sua ragazza, camminano su un viale costiero, che è proprio l'attuale molo cittadino.
Fatto curioso è che nella stessa scena una banda suona della musica in un gazebo, che è ancora in loco ed è l'attuale band-stand del'East Pier. Un faro è situato in fondo al molo.
Altri luoghi d'interesse di Dún Laoghaire sono il National Maritime Museum of Ireland, il grazioso centro molto curato e una torre Martello nell'adiacente Sandycove conosciuta come la Torre di James Joyce (James Joyce Tower) perché il famoso scrittore irlandese James Joyce vi trascorse sei giorni, scrivendoci tra l'altro parte del suo celebre romanzo Ulisse. Il porto fu costruito in ben 42 anni, dal 1817 e dal 1859.

## Commercio

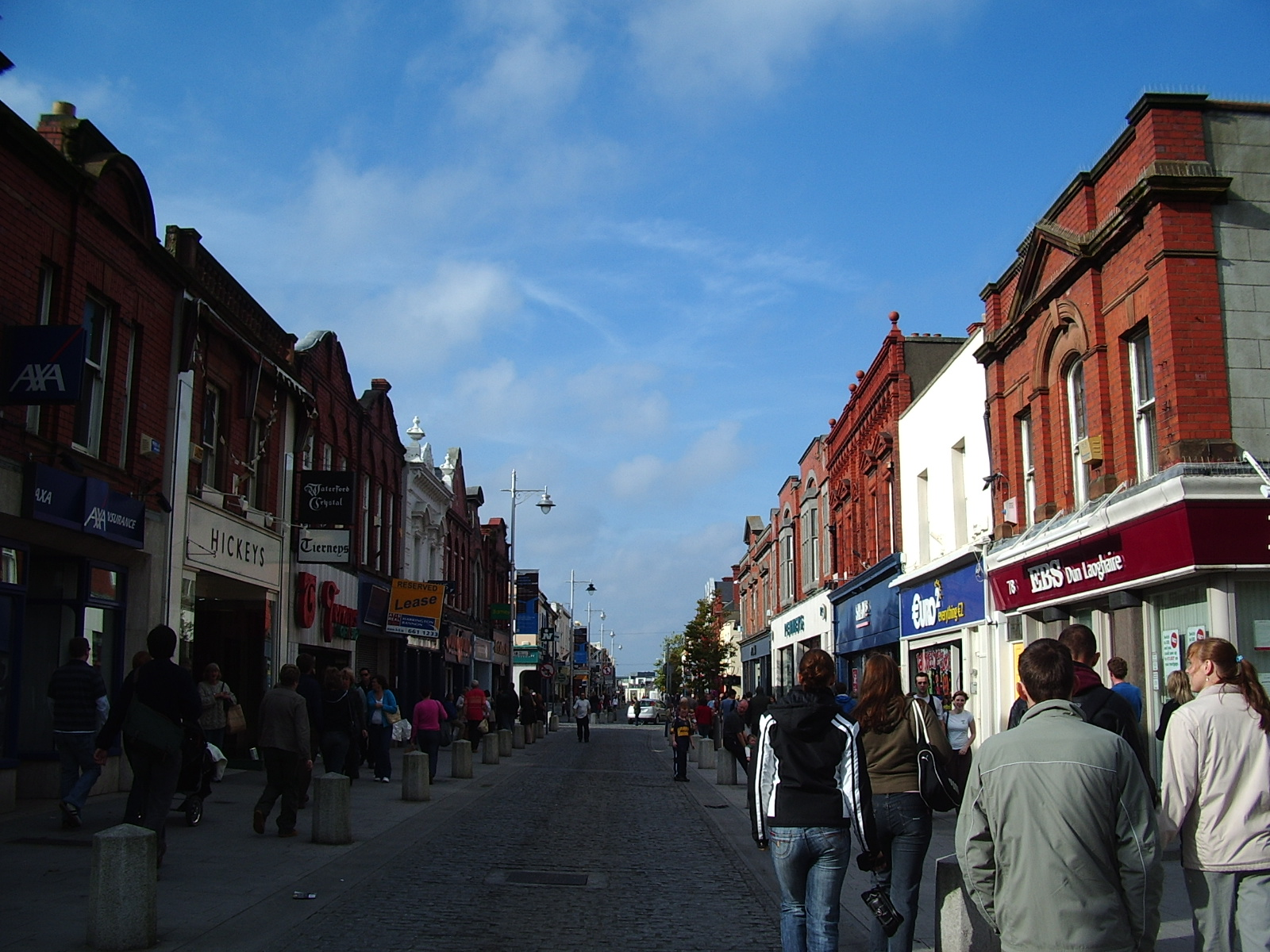
La zona commerciale

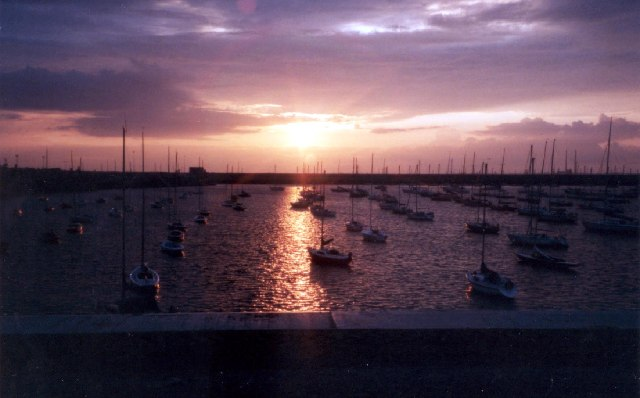
Il porto al tramonto

A Dún Laoghaire la zona commerciale è quasi tutta sviluppata intorno alla strada principale, George's Street, anche se nel centro ci sono due centri commerciali, il Dun Laoghaire Shopping Centre e Bloomfields, il primo dei quali fu aperto nel 1977. In tempi recenti si è visto l'aumento dell'investimento nel settore, specialmente nelle zone circostanti la via principale, che ha portato a numerosi esercizi aperti nuovi e la ristrutturazione del vecchio "Pavilion Cinema/Theatre", situato dinanzi al municipio locale.

## Nautica
Il porto di Dún Laoghaire ospita ben cinque yacht club. Da nord (West Pier) a sud (East Pier) ci sono il Dún Laoghaire Motor Yacht Club, Sailing In Dublin Club, il Royal Irish Yacht Club, il Royal St. George Yacht Club ed il National Yacht Club.
L'area a nord del West Pier è molto gettonata durante l'anno dagli amanti del wind surf come punto di lancio della loro attività, ma anche saltuariamente da scuole per ragazzi e bambini con gommoni.

## Dún Laoghaire Marina
La marina del centro, che ospita 500 imbarcazioni, è la maggiore del paese ed ha aperto al settore commerciale nel 2001 dopo ben 15 anni di resistenze ed opposizioni di un gruppo guidato dal Dr. John de Courcy Ireland, uno storico del mare. Un'estensione di 240 attracchi è stata approvata dall'An Bord Pleanála nel giugno del 2006, con una spesa stanziata di circa 3 milioni di €, e portata a termine nel maggio 2007.

## Infrastrutture e trasporti

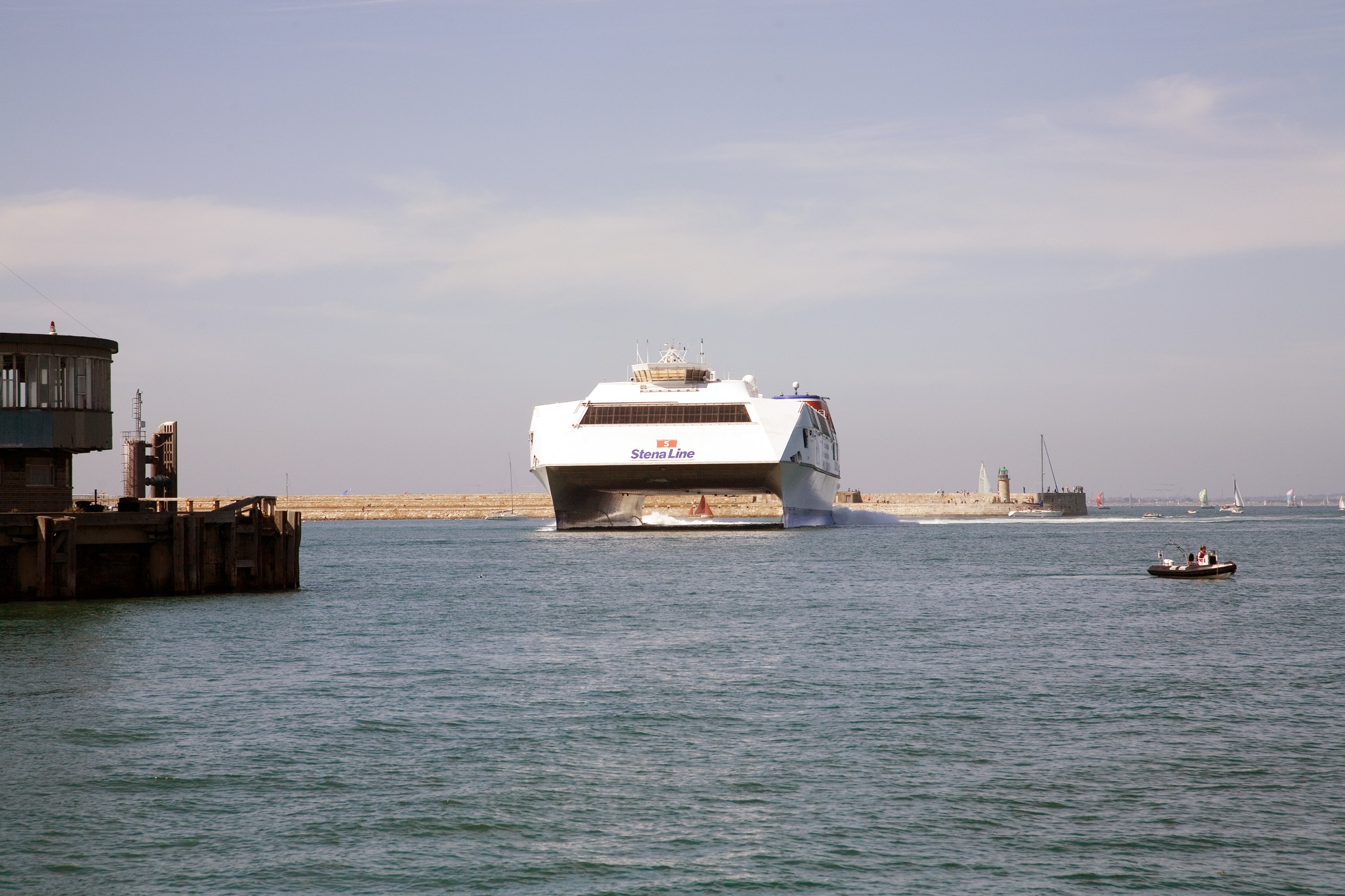
Il traghetto proveniente da Holyhead nel porto

Dún Laoghaire è collegata al centro di Dublino dal sistema ferroviario DART, oltre che da frequenti bus giornalieri. Ma soprattutto la località è conosciuta per essere collegata via traghetto ad Holyhead, porto gallese dell'Anglesey. La ferrovia tra il centro e Dublino è la più antica d'Irlanda, dato che fu ultimata nel 1837.
Davanti alla stazione dell'abitato c'è anche il capolinea della linea bus 46a (Dún Laoghaire - City Centre (An Lár)), la più affollata e frequente linea d'Irlanda.
Ormai numerosi anni fa, George's Street fu resa zona pedonale, con lo spostamento delle linee bus che cominciavano a creare disagi (7,7A,8) sulla litoranea.

## Aneddoti

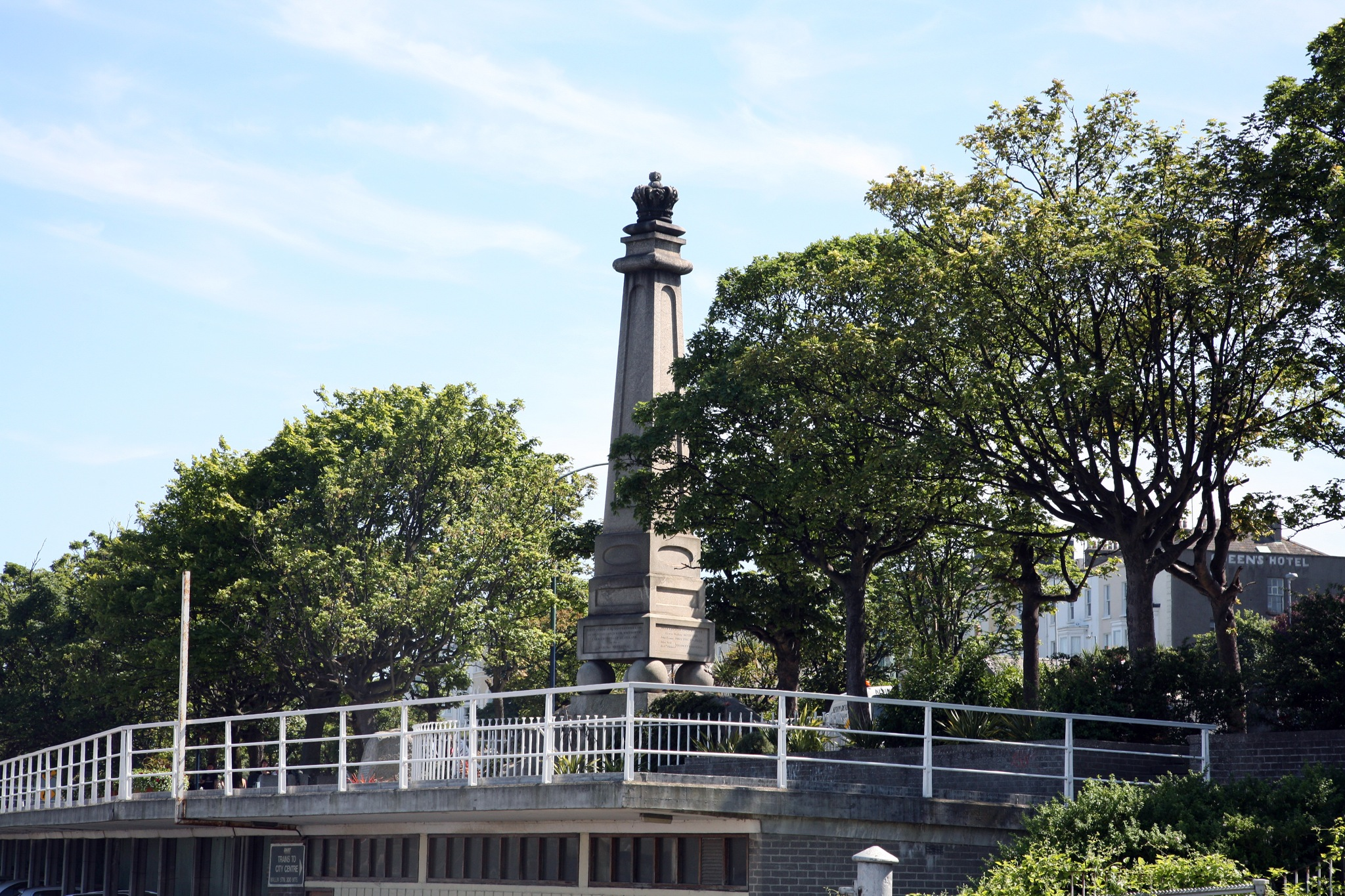
L'obelisco memoriale

- Nel lungomare, proprio tra i due moli di granito, è situato un obelisco in memoria del transatlantico Leinster affondato.
- A Dún Laoghaire ancora sono presenti dei ripari costruiti a suo tempo per i cocchieri di taxi trainati dai cavalli.
- Nella cittadina c'è un'accesa disputa sul futuro dei Dun Laoghaire Baths e sul vicino lungomare vittoriano, considerati da molti attrazioni di rispetto e da altri luoghi da cambiare.
- Nell'abitato ci sono due scuole di terzo livello, il Senior College nel centro ed il Dun Laoghaire College of Art and Design.
- Dún Laoghaire ospita la sede principale di una delle principali catene di supermercati in Irlanda, la Tesco Ireland, in un curioso edificio in cima al tetto di uno dei centri commerciali.
- Il 21 luglio 1898, durante la Queen's Cup Regatta, Guglielmo Marconi a bordo della "Flying Huntress" fu il fautore della prima radiocronaca sportiva trasmessa in diretta dal luogo dell'evento. Questo evento è il tema di "Kingstown Regatta", canzone dei Modena City Ramblers contenuta nell'album "Niente di nuovo sul fronte occidentale".